# Ljunga
Ljunga est une localité de Suède dans la commune de Norrköping située dans le comté d'Östergötland.
Sa population était de 745 habitants en 2019.